# Göran Gentele
Göran Gentele est un réalisateur suédois né le 20 septembre 1917 à Stockholm (Suède) et mort le 18 juillet 1972 en Sardaigne (Italie).

## Filmographie partielle
- 1947 : Ballongen
- 1951 : L'espoir fait vivre (Leva på 'Hoppet')
- 1958 : Mademoiselle Avril
- 1969 : Miss and Mrs Sweden